# Escola de Treino de Voo Elementar N.º 6 da RAAF
A Escola de Treino de Voo Elementar N.º 6 foi uma unidade de treino de pilotagem da Real Força Aérea Australiana (RAAF) que operou durante a Segunda Guerra Mundial. Foi uma de doze escolas de treino de voo elementar criadas pela RAAF para providenciar instrução introdutória a recrutas da RAAF para mais tarde se tornarem pilotos. Formada em 1940, fez parte do esforço de guerra australiano sob os termos do Esquema de Treino Aéreo do Império. Operou aviões de treino como o Tiger Moth, e esteve colocada no Aeroporto de Tamworth, em Tamworth, Nova Gales do Sul.